# Walter Gröner
Walter Gröner (* 25. November 1950 in Heubach, Württemberg) ist ein deutscher Schriftsteller.

## Leben
Walter Gröner besuchte eine Handelsschule, die er 1967 abbrach. Ab 1969 lebte er in West-Berlin, wo er als Hilfsarbeiter tätig war, daneben aber auch Vorlesungen zur Ur- und Frühgeschichte hörte. In den 1970ern war er Ausgräber bei der rheinischen Denkmalpflege. Von 1978 bis 1985 arbeitete er in einem metallverarbeitenden Betrieb in Schwäbisch Gmünd. Bis 2010 war er Metallschleifer in einer Werkstatt in Oberbayern.
Walter Gröner ist Verfasser von Prosatexten und Gedichten. Er galt mit seinem eigenwilligen Stil, in dem sich Umgangssprache und gewählt literarische
Ausdrucksweise verbinden, in den 1980ern für einen Teil der Literaturkritik als ideale Verkörperung ihrer Vorstellung vom lesenden und schreibenden Arbeiter.

## Schriften
- Fabrikler, Leser und Poet. Elster Verlag, Bühl-Moos 1985; TB: Piper Verlag, München 1988, Neuausgabe Louisoder Verlag, München 2013
- Ein rasend hingehauchtes Herbsteslicht. Bergeller Gedichte – Puisia. edition suhrkamp, Band 371, Frankfurt am Main 1986, ISBN 978-3-518-11371-4
- Michael Krüger, Walter Gröner, Adolf Muschg: Texte, Dokumente, Materialien. Peter-Huchel-Preis 1986. Elster Verlag, Bühl-Moos 1986, ISBN 978-3-89151-054-4
- Dandel: Balladen und Sprüche. Rainer-Verlag, Berlin 1973 (Pressendruck)